# Office Online
Office Online（新称：Microsoft 365 Copilot、旧称：Office Web Apps）とは、マイクロソフト社が提供するウェブ版オフィススイートである。同社が販売するMicrosoft Officeのうち、Word・Excel・PowerPoint・OneDriveなどの機能の一部が使用可能で、ウェブブラウザから操作できる。データはOneDrive上に保存され、従ってMicrosoft アカウントが必須である。

## 名称の変遷
Office Online は、下記の通り、度々改称されている。
- 2010年 - Office Web Apps
- 2014年 - Office Online[3]
- 2017年 - Office.com[4]。ドメイン名「office.com」自体は前から使用されていた。
- 2022年 - Microsoft 365 (Office)[5]
- 2025年 - Microsoft 365 Copilot[6]。ドメイン名が「m365.cloud.microsoft」に変更された。

## 使用可能なアプリケーション
Office Online に含まれている主なアプリケーションは下記の通りである。全ての機能が使用可能である訳ではなく、一部の機能のみ使用可能である。
- Microsoft Word
- Microsoft Excel
- Microsoft PowerPoint
- Microsoft OneNote
- Microsoft Outlook
- Office Sway
- People